# 斎藤英雄 (野球)
斎藤 英雄（さいとう ひでお、1949年8月6日 - ）は、福岡県出身の元プロ野球選手（投手）。

## 経歴
福岡県立小倉工業高等学校では同期の横山晴久と投の二本柱を組む。2年生の1966年には県予選を勝ち抜き、夏の甲子園に出場。まず平山英雄のいた釧路江南高校、続いて鳴門高校を横山らとの継投で連破。準々決勝は西村公一らのいた甲府工業高校を横山が抑える。準決勝では先発を任されるが、松山商業高校の西本明和に0-1で完封された。1年上のチームメートに外野手の小形利文がいる。
1967年夏も県予選決勝に進み、横山が九州工業高校の桑野議との投げ合いを完封で制し、夏の甲子園に出場。1回戦では先発し、横山との継投で海星高を降す。しかし2回戦では横山が大分商業高校の河原明と投げ合い、延長10回に0-1で完封サヨナラ負けを喫する。
卒業後は サッポロビールに入社。1969年の都市対抗に出場。同年のドラフト8位で、近鉄バファローズに入団した。
しかし、一軍公式戦での登板機会がないまま、1972年引退。オーバーハンドからのカーブ、フォークを武器とした。

## 詳細情報

### 年度別打撃成績
- 一軍公式戦出場なし

### 背番号
- 38 （1970年 - 1972年）